# Сахновская, Елена Борисовна
Елена Борисовна Сахновская (15 мая 1902, Киев — 28 марта 1958, Москва) — советский художник, график, гравёр, мастер экслибриса, иллюстратор. Работала преимущественно в технике офорта, гравюры на дереве, литографии.

## Биография
В 1920—1925 годы училась в Киевской Академии искусств. Ксилографией начала заниматься с 1925.
В 1920-е годы Елена Сахновская жила и работала в Киеве, входила в Ассоциацию революционного искусства Украины.
Училась в ксилографической мастерской С. А. Налепинской-Бойчук, в Киевском художественном институте (1927—1929), в мастерской И. Н. Плещинского. Принадлежала к ученикам и последователям выдающегося украинского художника М. Л. Бойчука (1882—1939). Испытала влияние А. И. Кравченко и В. А. Фаворского.
На юбилейной выставке 1927 года художница экспонировала содержательные ксилографии: «Слушают радио», «Читают газету», «Возвращение с фронта» еще под влиянием школы С. А. Налепинской-Бойчук, но в них уже ощутимая творческая индивидуальность.
В 1928 году выполнила книжный знак в гравюре на дереве для книг библиотеки П. Короля — преподавателя Киевского художественного института, домашняя библиотека которого насчитывала в 1920-е годы около 2000 томов книг по обществоведению и социологии искусства.
В 1929 году она создает гравюры на дереве — иллюстрации к драме-феерии Леси Украинки «Лесная песня».
В 1930 году Е. Б. Сахновская принимает участие в выставке украинской культуры в Каунасе и третьей международной выставке в Филадельфии, в 1932 году — в выставке современной украинской графики во Львове, в 1933 — в выставках советского искусства в Копенгагене и Варшаве и выставке украинской графики в Праге, выставке в Риме и Неаполе (1934), в ежегодной выставке оригинальной гравюры в Бельгии (1937), Передвижной выставке гравюр советской и русской дореволюционной (1939) и др.
В 1930-е годы художница переезжает в Москву, где много и плодотворно работает в области книжной иллюстрации, в частности — для книг издательства «Academia». Создала галерею графических портретов русских и украинских писателей (1933—1935). Серию её гравюр «Женщина в революции» (1930—1932) приобретает Третьяковская галерея.
В московский период создана ксилография «Тарас Шевченко» на фоне героев его произведений (1934), серия «Донбасс» (1934—1935) и др. В технике литографии известны ее пейзажные циклы «Горьковские места в Украине» (1939—1941), «Киев. 1944» (1944), «Старый Львов» (1946), «Подмосковье» (1946), «Новая Москва» (1947), рисунки для «Детгиза», детские игры для издательства «Малыш» (1948—1957) и другие.
Работала в области станковой и книжной графики, до 1936 в ксилографии, с 1937 в технике литографии.
В книжной графике Елена Сахновская создала собственную стилевую манеру, основанную на традиции украинской книжной графики XVI—XVIII веков. Она иллюстрировала произведения Николая Гоголя — «Ночь перед Рождеством» (1928), «Вий», «Ревизор» (1929) и др. Иллюстрировала произведения Петро Панча, Александра Копыленко, Ивана Микитенко (1934) и других. Большого мастерства добилась в создании экслибрисов. Одним из типичных для ее творчества книжных знаков является экслибрис, исполненный для ленинградского художника-графика С. Б. Юдовина.
После освобождения Киева от немецко-фашистских захватчиков в ноябре 1943 года возвратилась в город, где создала цикл цветных автолитографий «Киев в 1944 году», получивших широкую известность.
После Великой Отечественной войны Елена Сахновская до конца жизни жила и работала в Москве.
Скончалась в 1958 году в Москве. Похоронена на Новом Донском кладбище за зданием бывшего крематория. Её надгробие украшено украинскими мотивами.
Работы художницы находятся в собраниях музеев России и зарубежья.